# Gorki Leninskije
Gorki Leninskije (russisch Го́рки Ле́нинские) ist ein Ort in Russland in der Oblast Moskau unweit der Städte Widnoje und Domodedowo und rund 35 km südlich von Moskau. Er hat den Status einer städtischen Siedlung und zählt 3586 Einwohner (Stand 14. Oktober 2010). Gorki Leninskije liegt am Fluss Pachra, einem rechten Nebenfluss der Moskwa.

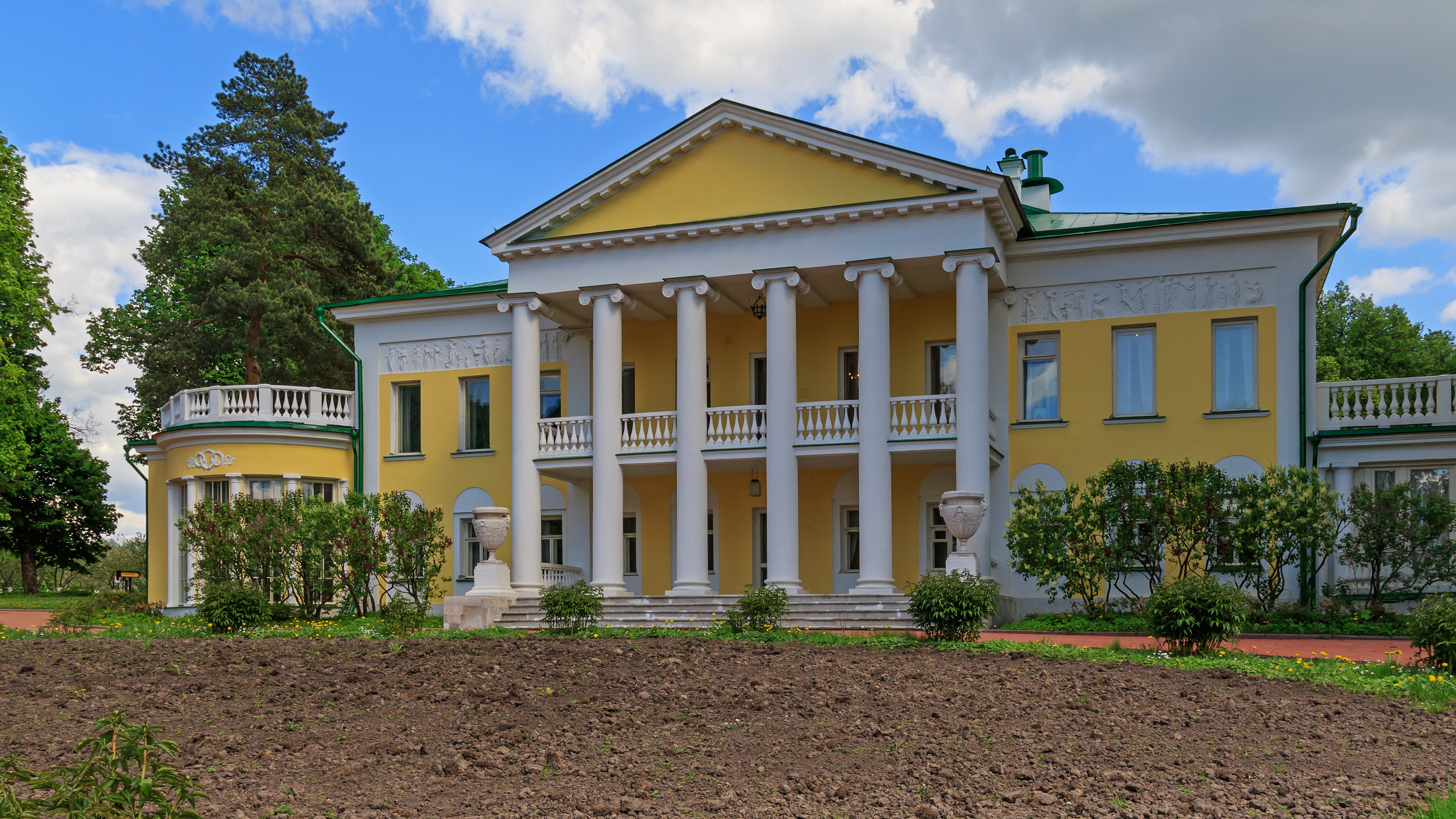
Herrenhaus

## Geschichte
Bekannt ist Gorki vor allem dadurch, dass dort Revolutionsführer Lenin am 21. Januar 1924 starb. Dieser hatte im September 1918 erstmals ein ehemaliges Herrenhaus, das im frühen 19. Jahrhundert für die Adelsfamilie der Durassows erbaut worden war, zur Erholung in Anspruch genommen. Das damals als Wyschnije Gorki bekannte Landgut mit seinem altklassizistischen Parkensemble war seit 1909 im Besitz von Anatoli Rheinbott, des Moskauer Polizeichefs, und seiner Ehefrau Sinaida Grigorjewna Morosowa. Sie ließen das Herrenhaus umbauen und beauftragten damit unter anderem den renommierten Architekten Fjodor Schechtel. Nach der Oktoberrevolution wurde das Anwesen von den Bolschewiki beschlagnahmt.
Wyschnije Gorki wurde zu Lenins Vorstadtresidenz, in seinen letzten Lebensjahren kam er immer häufiger und zu immer längeren Aufenthalten hierher. Seit dem Herbst 1921 lebte er nicht mehr nur im Sommer dort, sondern auch im Winter. Nach seinem krankheitsbedingten Rücktritt von aller politischen Arbeit lebte Lenin ab dem 15. März 1923 nur noch in Gorki.
Nach Lenins Tod wurde Wyschnije Gorki in Gorki Leninskije umbenannt.
1949 wurde das Herrenhaus mit dem zugehörigen Ensemble zu einem Museum in Andenken an Lenins letzte Jahre umgebaut. Auch heute noch wird es vom russischen Kulturministerium als Lenin-Museum betrieben und bietet auf Anfrage Gruppenführungen an.
Rund vier Kilometer von Gorki entfernt befindet sich die Bahnstation Leninskaja an der Strecke von Moskau (Pawelezer Bahnhof) über Domodedowo nach Kaschira.

## Bevölkerungsentwicklung
| Jahr | Einwohner |
| ---- | --------- |
| 1989 | 1711      |
| 2002 | 1729      |
| 2010 | 3586      |

Anmerkung: Volkszählungsdaten